# Beatriu Fernández de Córdoba i Figueroa
Beatriu Fernández de Córdoba i Figueroa (?,1523 - Barcelona, 9 d'agost de 1553), noble coneguda per Beatriz de Figueroa, germana del duc de Sessa i neta de Gonzalo Fernández de Córdoba, casada el 1539 a Baena amb Ferran de Cardona-Anglesola i de Requesens, residí habitualment a Barcelona.
El 15 de juny del 1539 Beatriu signa capítols matrimonials amb Ferran. El matrimoni va tenir 5 fills:
- Anna.
- Ramon, mort als 9 dies de nascut.
- Lluís, hereu.
- Antoni.
- Jeroni, mort als 5 anys.

## Testament
Poc abans de morir, el 2 de juliol del 1553, Beatriu ordena les seves últimes voluntats nomenant a 6 marmessors: 
1. el seu marit Ferran;
2. el seu germà Gonzalo, esmentat com a duc de Sessa;
3. sa germana Francisca, la marquesa de Gibraleón;
4. l'inquisidor de Catalunya, Diego Sarmiento;
5. el mestre del convent de Sant Francesc de Barcelona, Rafael Manegat; i
6. el governador de Catalunya, Pere de Cardona.

Beatriu esmenta que era parroquiana de l'església dels Sants Just i Pastor a Barcelona, manifestant per tant una residència habitual a la capital catalana, i, per efecte indirecte, informa que la residència a Bellpuig seria secundària o ocasional. Segons l'inventari post-mortem de Beatriu, la difunta habitava al carrer Ample de Barcelona, segurament al palau Sessa.
Segons l'epígraf de la seva tomba, Beatriu va morir el 9 d'agost del 1553, als 30 anys al monestir dels monjos Jerònims a la Vall d'Hebron, a Barcelona.